# Tharangambadi
Tharangambadi, vroeger Trankebar, Tranquebar of Trankenbar genoemd, is een plaats in India. Het is gelegen in het district Mayiladuthurai van de Indiase deelstaat Tamil Nadu, 15 km ten noorden van Karaikal, bij de monding van een zijrivier van de Kaveri. De naam betekent "plaats van de zingende golven".

## Demografie
Volgens de Indiase volkstelling van 2001 wonen er 20.841 mensen in Tharangambadi, waarvan 48% mannelijk en 52% vrouwelijk is. De plaats heeft een alfabetiseringsgraad van 74%.

## Geschiedenis
In de 14e eeuw wordt Tarangampadi als Sadanganpade genoemd. De handelsnederzetting Trankebar werd in de 17e eeuw gesticht door de Deense Oost-Indische Compagnie. Het was tot 1845 een Deense kolonie.
De Deense Compagnie had weinig factorijen in India. In 1618 huurden zij een stuk land van de radja van Tanjore en bouwden hier het Fort Dansborg dat vandaag nog een toeristische attractie is. Deze nederzetting werd de voornaamste factorij voor de Deense handel op India.
Koning Christiaan IV van Denemarken wilde zijn land net als andere Europese mogendheden tot een koloniale mogendheid maken. In 1618 werd er een vloot gestuurd onder leiding van de edelman Ove Giedde om de Deense handelsbetrekkingen met Oost-Indië op gang te brengen. De Nederlandse koopman Marcelis de Boschhouwer ging mee als raadsman. Hij stond in hoog aanzien in het Koninkrijk Kandy. Na een lange en zware zeiltocht kwam de vloot aan bij Ceylon (nu Sri Lanka) in hoop het exclusieve recht op de handel met het eiland te verkrijgen. Dit lukte niet, vooral omdat De Boschhouwer onderweg was gestorven. Ove Giedde ontving daarom opdracht van de directeur-generaal van de Deense Oost-Indische Compagnie, de Nederlander Roland Crappé, die met een jacht van de vloot in Tanjore was aangeland, om voor de Denen handelsrechten in Zuid-India te verwerven. Ove Giedde vertrok dus van Ceylon en reisde naar de heerser van Tanjore.
In de 17e eeuw was Noord-India een deel van het grote Mogulrijk, en Zuid-India was verdeeld in een aantal onafhankelijke prinselijke staten. De radja van Tanjore beheerste een deel van het zuidoosten. Na lange onderhandelingen verkregen Ove Giedde en Roland Crappé van hem het recht een handelsnederzetting te stichten bij het vissersdorp Tranquebar. In ruil hiervoor betaalden de Denen de prins een vaste jaarlijkse vergoeding, ze kregen daarbij de verzekering dat er in de toekomst over nieuwe privileges kon worden onderhandeld. De radja versterkte hiermee zijn controle over de handel op zijn grondgebied en creëerde een tegenwicht met betrekking tot de bestaande Portugese invloeden.
Vanaf het begin was het de bedoeling dat Tranquebar zou fungeren als centrale Deense handelspost, dat wil zeggen als vast punt en springplank voor verdere uitbreiding van de handel in de rest van Azië. De belangrijkste handelswaar was suiker, de blauwe kleurstof indigo, specerijen, zoals peper, kaneel, kardemom en katoen en zijde. De handelskosten moesten worden gedekt door belastingen, die de lokale bevolking in Tranquebar te betalen kreeg.
De bloeitijd van de kolonie lag aan het eind van de 18e eeuw. Er waren toen meer dan tweehonderd Europeanen in Tranquebar en de kolonie diende als hoofdkwartier voor de Deense handel elders in India en Indonesië, China, Thailand en Perzië.

### Zending

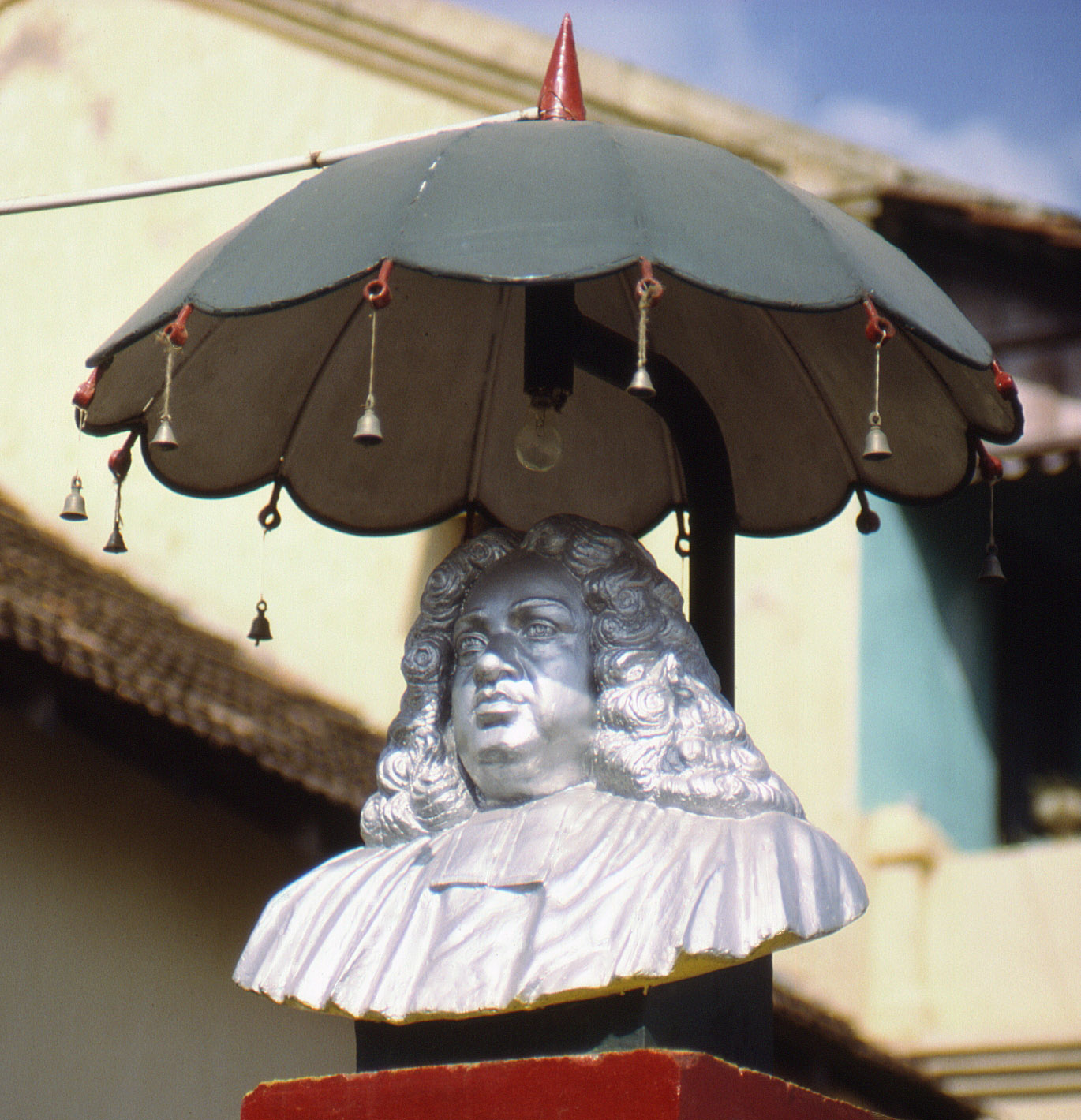
Buste van de zendeling Bartholomeüs Ziegenbalg te Tranquebar

In 1705 stuurde de Deense koning de Duitse missionarissen Bartholomäus Ziegenbalg en Heinrich Plütschau naar de kolonie als uitdrukking van zijn zorg voor het religieuze leven van al zijn onderdanen. Het waren de eerste missionarissen die ooit door een Lutherse kerk waren gestuurd. Ze stichtten een drukkerij, die naast christelijke piëtistische literatuur in de eerste 100 jaar van zijn bestaan ook meer dan 300 boeken in het Tamil drukte.
De Duitsers vertaalden de Bijbel in het Tamil en later ook in het Hindi. Aanvankelijk waren zij weinig succesvol in hun zendingsactiviteiten, maar geleidelijk aan spreidde hun zending zich uit naar Chennai, Cuddalore en Tanjore. Vandaag is de bisschop van Tranquebar de officiële titel in de Tamil Evangelical Lutheran Church (TELC) in Zuid-India die in 1919 gesticht is en zo'n 100.000 lidmaten telt, voortvloeiend uit de Duits-Lutherse Leipzig Missie en de zending van de Kerk van Zweden. De zetel van de bisschop, de kathedraal en het kerkhuis ("Tranquebar House") is in Tiruchirappalli.
Zendelingen van de Moravische Broederschap uit Herrnhut, Saksen stichtten een Tuin van de Broederen in Porayar bij Tranquebar en gebruikten het als een zendingscentrum voor een aantal jaren. Een Italiaanse katholieke priester, pater Constanzo Beschi, die van 1711 tot 1740 in de kolonie werkte raakte in een geschil gewikkeld met de Lutherse pioniers in Tranquebar, en schreef een aantal polemische werken tegen hen gericht.

### Het einde van de Deense kolonie
In februari 1808 kwam ten gevolge van de Napoleontische oorlogen de kolonie in Britse handen, maar bij het Verdrag van Kiel in 1814 werd de nederzetting weer teruggegeven aan de Denen. In 1845 werden alle Deense bezittingen in India, waaronder ook die in Serampore en de Nicobaren aan Groot-Brittannië verkocht. Tranquebar was toen nog een drukke haven, maar nadat er een spoorweg naar Nagapattinam was aangelegd verloor de stad aan betekenis.
In de 19e eeuw kreeg de Deense handel mede door een aantal oorlogen tegen Engeland zware klappen. In 1845 bezocht het Deense expeditieschip Galathea Tranquebar, en kapitein Steen Bille streek tijdens een officiële ceremonie de Dannebrog, de Deense vlag omdat Denemarken zijn bezittingen in India aan de Britten verkocht had. Het Deense koloniale avontuur in India was daarmee ten einde.

## Historische resten
Te Tharangambadi resteren van de oude Deense stad nog de Kongensgade, het huis van de gouverneur en het goed bewaard gebleven Deense fort Dansborg, gebouwd in de jaren 1600.

### Deens museum
Antiquiteiten uit de koloniale periode en de Deens tijd worden tentoongesteld onder beheer van Dr T.S. Sridhar, I.A.S Principal Secretary and Commissioner of Archeology. Het museum bevat porselein, Deense geschriften, glazen voorwerpen, Chinese theepotten, lampen, gedecoreerd terracotta, stenen, beeldhouwwerk, zwaarden, dolken enz.

### Dansborg
De bouw van het fort begon in 1620, in de eeuwen daarna vond een aantal uitbreidingen plaats. Het fort is omgeven door een hoge vierzijdige stenen omwalling met bastions op alle belangrijke plaatsen. Tegen drie binnenzijden van de muur bouwde men onderkomens van een enkele verdieping met daarin verblijfsvertrekken, pakhuis, keuken en gevangenis. Deze ruimtes zijn aan de zuidzijde van het fort nog in goede staat, in tegenstelling tot die aan de west- en noordkant. Aan de zeezijde, de oostkant, staat een gebouw met twee verdiepingen. Het bevatte een kerk, de vertrekken van de gouverneur en de belangrijkste handelaars en van de dominee. Oorspronkelijk was het fort omgeven door een watervoerende gracht, maar die is geheel verdwenen.

## Afbeeldingen

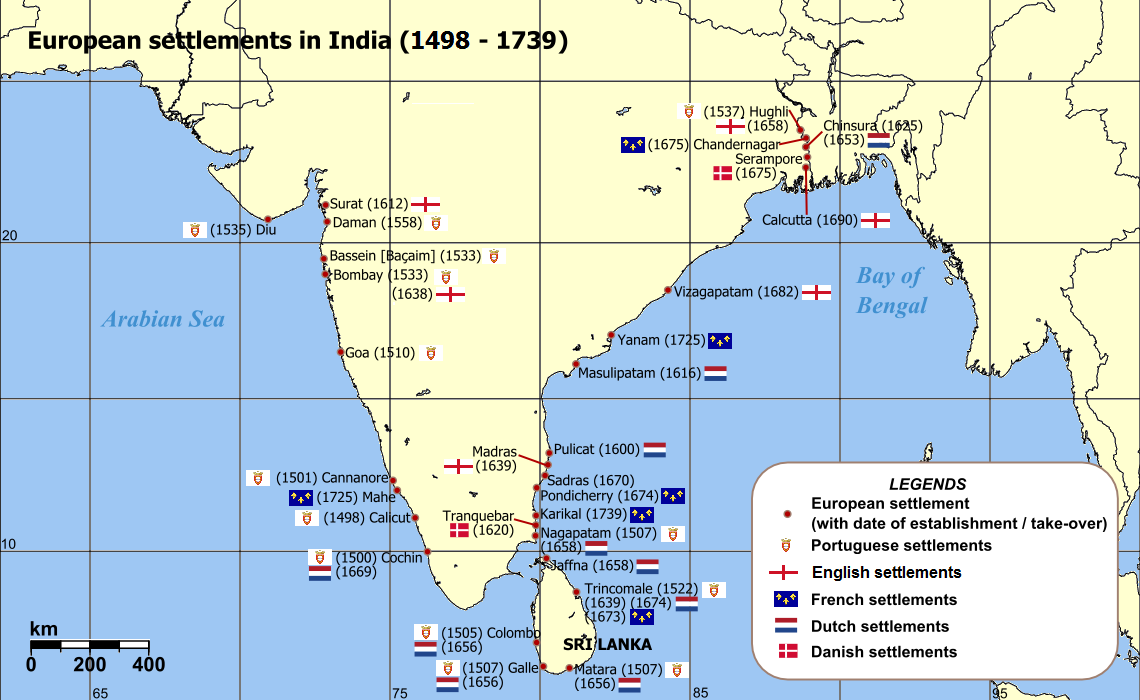
Deense en andere Europese vestigingen in India
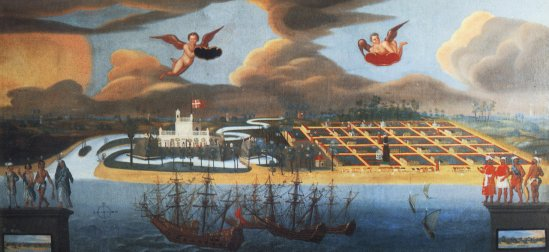
Tranquebar, 17e eeuw
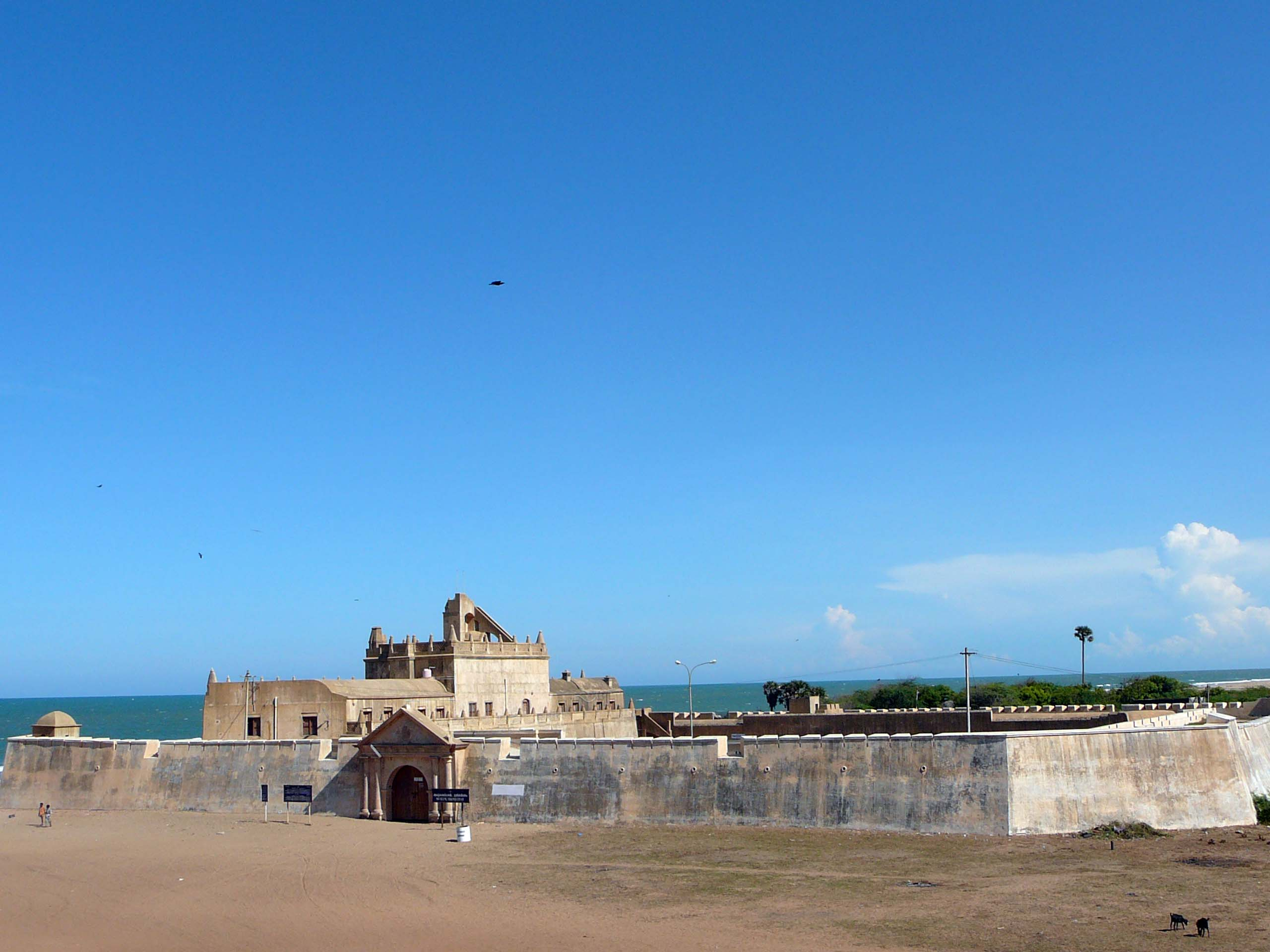
Fort Dansborg, gesticht in 1620 en gerenoveerd in 2002

### Deense gouverneurs
Deense gouverneurs en hun ambtstermijn:
- Ove Gjedde (11 oktober 1620 – 13 februari 1621)
- Roland Crappe (december 14 1620 – 9 november 1636)
- Bernt Pessart (9 november 1636 – 5 september 1643)
- Leyel (5 september 1643 – 1648)
- Paul Hansen Korsor (1648 – 7 september 1655)
- Eskild Andersen Kongsbakke (7 september 1655 – 1669)
- Henry Eggers (1669 – 1673)
- Sivert Adeler (1673 oktober 1682)
- Axel Juel (oktober 1682 – 9 juli 1687)
- Wolff Heinrich von Calnein (9 juli 1687 oktober 1687)
- Christian Porck (oktober 1687 – 1689)
- Moritz Hartmann (1689 – 1690)
- Christian Porck (1690 – 1694)
- Claus Vogdt (1694 – 9 mei 1701)
- Andreas Andreae (19 mei 1701 – 1701)
- Mikkel Knudsen Crone (1701 – 1702)
- George Hermandsen Bear (juli 1702 – 1704)
- Johan Sigismund Hassius (1 juli 1704 – 20 oktober 1716)
- Christen Bruin-Lundegaard (20 oktober 1716 – 21 januari 1720)
- Christian Ulrich von Nissen (23 januari 1720 – 12 oktober 1726)
- Rasmus Hansen Attrup (12 oktober 1726 – 8 augustus 1730)
- Diderich Mühlenport (8 augustus 1730 – 1 augustus 1733)
- Poul Krisk Panck (1 augustus 1733 – 13 juli 1741)
- Ivar Bonsack (13 juli 1741 – 17 september 1744)
- Hans Ernst Bonsack (17 september 1744 – 5 september 1754)
- Hans Georg Hook (5 september 1754 – 10 augustus 1759)
- Christian Frederik Hoyer (9 mei 1759 – 4 juli 1760)
- Herman Jacob Forck (4 juli 1760 – 27 april 1761)
- Hermann Abbestée (1e keer: 29 april 1761 – 14 februari 1775)
- David Brown (14 februari 1775 – 17 januari 1779)
- Hermann Abbestée (2e keer: 17 januari 1779 – 17 mei 1788)
- Peter Anker (17 mei 1788 – 7 februari 1806)
- Johan Peter Hermannson (1e keer: 7 februari 1806 – 13 februari 1808)
- Engelse bezetting 13 Februari 1808 – 20 September 1815
- Gerhard Sievers Kever (20 september 1815 – 19 november 1816)
- Johan Peter Hermannson (2e keer: 19 november 1816 – 15 februari 1822)
- Jens Kofoed (16 februari 1822 – 7 mei 1823)
- Anton Ulrich Schönheyde (7 mei 1823 – 7 maart 1825)
- Hans de Brinck-Seidelin (7 maart 1825 – 26 maart 1829)
- Lauritz Christensen (26 maart 1829 – 14 mei 1832)
- Conrad Emil Mourier (17 mei 1832 – 1 mei 1838)
- John Rehling (1 mei 1838 – 18 juni 1841)
- Christian Tiemroth (18 juni 1841 – 15 september 1841)
- Peder Hansen (16 oktober 1841 – 7 november 1845)